# Circonscription de Kurfachele
La circonscription de Kurfachele est une des 177 circonscriptions législatives de l'État fédéré Oromia, elle se situe dans la Zone Est Hararghe. Sa représentante actuelle est Furdosa Shemshedin Mehamed.